# Gaddi Annaram
Gaddi Annaram (ook wel gespeld als Gaddiannaram) is een census town in het district Rangareddy van de Indiase staat Telangana. Het behoort tot de grote agglomeratie rond Haiderabad.

## Demografie
Volgens de Indiase volkstelling van 2001 wonen er 53.622 mensen in Gaddi Annaram, waarvan 52% mannelijk en 48% vrouwelijk is. De plaats heeft een alfabetiseringsgraad van 81%. 